# Сагратян, Ашот Аристакесович
Ашот Аристакесович Сагратян (2 июля 1936, Москва — 20 ноября 2015, там же) — русский поэт армянского происхождения, переводчик с армянского, литературовед, эссеист и художник, педагог.

## Биография
Родился в семье военнослужащего. В 1942 году семья эвакуировалась из Краснодара в Ереван, где он окончил русскую среднюю школу № 30 им. В. П. Чкалова, а затем — русское отделение филологического факультета Ереванского государственного университета им. В. М. Молотова.
Студентом 5 курса Союзом писателей Армении был рекомендован на учёбу в Литературный институт им. А. М. Горького в Москву (ЕГУ окончил экстерном). Как поэт начал публиковаться в 1950 году, как переводчик художественной литературы — с 1956 года. С 1963 года по 1969 год работал в отделе печати Армянского общества культурных связей с зарубежными странами, издавал русскую версию журнала «Армения сегодня». В 1969 году Институтом литературы им. М. Абегяна был рекомендован в аспирантуру Института мировой литературы им. А. М. Горького в Москве, работал над диссертацией на тему «Чаренц-переводчик. Чаренц в переводах». В 1969 году начал преподавать теорию и практику перевода на кафедре художественного перевода Литературного института им. А. М. Горького. Готовил кадры квалифицированных переводчиков армянской литературы на русский (в том числе и с грабара).
В 1968 году, к юбилею столицы, перевёл с урартского на русский метрику Эребуни-Еревана, получив одобрение директора Эрмитажа академика Б. Б. Пиотровского. Перевёл на русский текст песни «Ереван-Эребуни»: слова Паруйра Севака, музыка Эдгара Оганесяна.
Как художник-дизайнер (роспись по фарфору, графика, живопись) с 1979 по 2000 год имел семь персональных выставок в Москве и научных городках — Дубна и Троицк (Красная Пахра).
В 1988 году по его письму в Политбюро ЦК КПСС в Москве была открыта первая национальная (армянская) воскресная школа, успешно действующая и ныне в посольстве Армении.
В 1996 году вышел на пенсию. Переводил, занимался научной работой. За разработки в области этнопедагогики в 1998 г. был избран членом-корреспондентом Академии педагогических и социальных наук Российской Федерации, а в 1999 г. — действительным членом Академии. В 1999 г. предложил новое прочтение «Путешествия в Арзрум» А. С. Пушкина, первым из армян став лауреатом Золотой Пушкинской медали. За создание малой антологии армянской поэзии был удостоен медали В. Я. Брюсова.
В 2003 году вёл семинар переводчиков в Славянском университете, в Институте бизнеса и политики готовил кадры переводчиков для бизнес-элиты. В настоящее время[когда?] готовится второе издание учебника по теории и психологии перевода «Искусство, осязаемое пульсом. Введение в опыт перевода».
В соавторстве с композитором Джоном Тер-Тадевосяном создал песню «Еревани сары джуры». Исполняет Рубен Матевосян.
В капитальном труде «Введение в опыт перевода. Искусство, осязаемое пульсом» (учебное пособие для переводчиков) Ашот Аристакесович ввёл в науку о переводе понятие «интонированный» перевод.
Скончался в Москве 20 ноября 2015 года. Прах захоронен в колумбарии на Ваганьковском кладбище.

## Награды
- Медаль В. Я. Брюсова
- Медаль М. Ю. Лермонтова
- Медаль М. А. Шолохова
- Медаль «За заслуги в образовании»
- Медаль «За добросовестный труд» (Современный гуманитарный университет)
- Медаль «За литературные заслуги» (Союз писателей Армении)
- Медаль «850-летия Москвы» (за интернациональное воспитание молодёжи)
- Юбилейная медаль «70 лет Союзу писателей СССР»
- Медаль памяти Гранта Динка
- Лауреат Золотой Пушкинской медали

### Книги на русском языке
- Хроника душевных потрясений. Стихи. «Грааль», М., 2001
- «Введение в опыт перевода. Искусство, осязаемое пульсом» — (учебное пособие для переводчиков), школа «мастер-класс». Москва, «Грааль», 2001 г.
- Сполохи. Книга афоризмов. «Грааль», М., 2002
- «Сказки для моей бабушки» — сборник сказок на русском языке. Издан при государственной поддержке в год 1700-летия принятия Арменией христианства, Ереван, «Грабер», 2001 г.
- Журавлиной печали отчизна" — Однотомник: стихи об Армении, малая антология армянской поэзии — от Григора Нарекаци до Паруйра Севака, стихи для детей, рассказы, повесть «Пещера Великого Охотника» Москва 2006 г.
- Склонясь над думами Джами. Поэтические четки: 40 поклонов в стихах праху последнего из поэтов-суфиев. Издан в год арийской культуры в Иране и Таджикистане «Антиква», М., 2006
- «Нагаш и лаваш» — сказка на армянском языке, «Советакан грох», 1978 г.
- «Сквозь призму памяти и боли» — стихотворный сборник о Великой Отечественной войне 1941-45 гг., посвящённый воинам. Москва, «Книгарь», 2010 г.
- «Коротких встреч приятные минуты» — эссе о Костане Заряне, Ереван, еженедельник «Собеседник Армении», октябрь 2010 г.
- «Земля надежды нашей» — Библиотека газеты «Ноев Ковчег» издательство «ЮниПресс и К», Москва, 2012 г.
- «Две судьбы» -повесть «На изломе»: о последних днях поэта Чаренца, повесть «История одного заблуждения»: история любви последнего романтика, если не последнего «шестидесятника»-Москва, "Типография"Наука" 2015 г.
- «Подношение Ольге» — книга стихотворений, посвящённых жене О. В. Сагратян. Москва, "Типография"Наука" 2016 г.

### Переводы на русский с армянского языка
- Костан Зарян. Корабль на горе. Роман. «Советский писатель», М., 1969
- Ваграм Папазян. Взгляд в прошлое. В 2-х кн. Кн. 1. «Союз театральных деятелей Армении», Ереван, 1989. Кн. 2. «Союз театральных деятелей Армении», Ереван, 1991
- Мкртыч Саркисян. Судьбой приговоренные. Повесть. «Советский писатель», М., 1980
- Ваан Тотовенц. Жизнь на старой римской дороге. Повесть. «Художественная литература», М., 1970

ПЕРЕВОДЫ (проза):
- Григор Зограб — Жертва долга, «Художественная литература» Москва, 1962 г.
- Костан Зарян — Корабль на горе, «Советский писатель», Москва, 1969 г.
- Переиздание — Корабль на горе, Библиотека журнала «Дружба народов», издательство «Известия», Москва,1974 г.
- Ваан Тотовенц — Жизнь на старой римской дороге, «Художественная литература», Москва, 1970 г.
- Переиздание — Жизнь на старой римской дороге, «Аревик», Ереван 1988 г.
- Рачья Кочар — Карот — зов земли, «Литературная Армения» май, 1966 г.
- Мкртич Саркисян — Судьбой приговорённые, «Айастан» 1972 г. Переиздание — Судьбой приговорённые, Дом на кладбище. "«Советский писатель» 1980 г.
- Ваграм Папазян — Взгляд в прошлое, «Союз театральных деятелей Армении» том первый — 1989 г., том второй — 1991 г.
- Шаан Шаанур — Сторожа Люксембургского сада, Бог воздаст тебе, Карапет… «Айастан», Ереван, 1973 г.
- Вардгес Петросян — Мама, я уже взрослый, ЦК ВЛКСМ, «Молодая гвардия», 1964 г.
- Эдуард Джрбашян — Ованес Туманян, «Художественная литература» Москва, 1969 г. (перевод стихов поэта)
- Ованес Ганаланян — Чародей армянской поэзии, «Айастан», 1969 г. г. (перевод стихов Ов. Туманяна)
- Эдвард Милитонян — Арег и Чипо (повесть), «Дрофа», Москва, отмечена на книжном форуме «Библиообраз-2008».
- Донара Карагёзян — «Ковёр детства» журнал «Литературная Армения» март, 1986 г.
- Геворк Аршакян — Белые и чёрные лебеди, «Айастан»,Ереван, 1968.
- Ованес Мелконян — Допрос (роман), «Советакан грох», Ереван, 1968 г.
- Армянские народные сказки — «Советакан грох», Ереван,1983 г.
- Переиздание — «Фортуна -ЭЛ», Москва, 2006 г.

ПЕРЕВОДЫ (поэзия):
- Аветик Исаакян — стихотворения, «Советский писатель», ленинградское отделение, стихи.,1975 г.
- Ованес Туманян — Взятие Тмкаберда (Паденье крепости Тмук) журнал «Горцарар», Калуга, 2010 г. Четверостишия, г. Чита, журнал «Переводчик», 2010 г.
- Ес им ануш Айастани — перевод на русский язык. Юбилейное издание к 70-летию со дня рождения Е.Чаренца — «Айастан» 1967 г.
- Егише Чаренц — Баллада о Владимире Ильиче, мужике и паре сапог, журнал «Литературная Армения», апрель, 1984 г.
- Подборка стихотворений — «В дороге», «Ваш эмалевый профиль», «Литературная Армения», май, 1987 г.
- Ованес Шираз — Памятник матери (сборник стихов), «Советский писатель» Москва, 1981 г.
- Паруйр Севак — Бессонного набата колокольня (поэма), «Юни-Пресс СК»,Москва, 2008 г. Да, мало нас, но величают нас — армяне. (поэма)
- Роза Петросян — Любовь в слезах, «Советский писатель», Москва, 1988 г.
- Нансен Микаелян — Мир жажды, «Советский писатель», Москва, 1986

ПЕРЕВОДЫ ИЗ У. ШЕКСПИРА
- «Гамлет, принц душевной смуты» Москва, типография «Наука», 2013 г.
- «Джульетта и Ромео» Москва, типография «Наука», 2014 г.
- «Король Лир» Москва типография «Наука», 2014 г.
- «Отелло» Москва, типография «Наука», 2014 г.
- «Ричард III» Москва, типография «Наука», 2014 г.
- «Макбэт» Москва, типография «Наука», 2015 г.
- «Антоний и Клеопатра», Москва, типография «Наука», 2015 г.
- «Венецианский купец», Москва, типография «Наука», 2015 г.
- «Юлий Цезарь», Москва, типография «Наука», 2015 г.

## Фильмография
- 1968 — Братья Сарояны — Севачерян[5]
- «Фанос- неудачник» — Перевёл сценарий короткометражного фильма. Отвечал за дубляж на русский язык. Режиссёр — Нерсес Оганесян. «Арменфильм» 1969 г.
- «Восточный дантист» — Авторы песен (А. Сагратян и А. Халецкий) к армянскому мюзиклу. Режиссёр Эрнест Мартиросян. «Арменфильм» по заказу Гостелерадио 1981 г.
- Мультфильм создан по сказке Ашота Сагратяна (1969—1973 г.) «Сказка о мальчике по имени Нагаш и о хлебе, который — лаваш». («Кахардакан лаваш» — «Волшебный лаваш») режиссёр — Степан Андраникян, музыка Тиграна Мансуряна. В Киеве мультфильм, как лучший этнографический, был удостоен премии Прометей